# Roger Hume
Roger Hume (* 19. November 1940 in London; † 24. August 1996 in Banbury, Oxfordshire) war ein britischer Schauspieler.

## Leben
Der Sohn von George Hume, eines Direktors des Royal Shakespeare Theatres in Stratford-upon-Avon, begann seine Schauspielkarriere als Assistent und Hilfsarbeiter bei Bühnenarbeiten. Später arbeitete er selbst als Schauspieler und Sänger, u. a. am Londoner West End in einer Inszenierung des Musicals Oliver!. 
Es folgten Auftritte in Film- und Fernsehproduktionen wie Carry On Regardless (mit Kenneth Williams) und Der Weg zum Mond (mit Bing Crosby und Bob Hope). 
Danach wandte er sich wieder verstärkt der Bühne zu, spielte am West End und wurde Mitglied der Royal Shakespeare Company. Hume schrieb auch Bühnenwerke und Ein-Personen-Stücke, die er oft selbst aufführte, z. B. Old Herbaceous, mit dem er auf eine Tournee durch mehrere Länder ging und das er auch vor der Queen spielte.
Daneben war er umfangreich beim Radio tätig. Als Darsteller für die BBC wirkte er in über 200 Produktionen mit. Besondere Popularität erreichte er durch seine Rolle als Landarbeiter „Bert Fry“ in der Radio-Serie The Archers, den er von 1988 bis wenige Tage vor seinem Tod verkörperte. Zuvor hatte er bereits ab 1979 verschiedene andere Rollen für die Serie gespielt. 
Außerdem gab Hume zahlreiche Gastauftritte in Fernsehserien wie Fawlty Towers, The Bill und Poirot. Zu seinen bekannten Spielfilmproduktionen zählt die Komödie Ein Fisch namens Wanda.
Roger Hume starb am 24. August 1996 im Alter von 55 Jahren nach einem Schlaganfall.

## Filmografie
- 1961: Nicht so toll, Süßer (Carry On Regardless)
- 1972: Coronation Street (Fernsehserie, 1 Folge)
- 1972: The Offence
- 1973: Thriller (Fernsehserie, 1 Folge)
- 1978: Die Füchse (The Sweeney, Fernsehserie, 1 Folge)
- 1979: Fawlty Towers (Fernsehserie, 1 Folge)
- 1987, 1993: The Bill (Fernsehserie, 2 Folgen)
- 1989: Agatha Christie’s Poirot (Fernsehserie, 1 Folge)
- 1989: EastEnders (Fernsehserie, 2 Folgen)
- 1993: Lippenstift am Kragen (Lipstick on Your Collar) (2 Folgen)
- 1988: Ein Fisch namens Wanda (A Fish Called Wanda)
- 1996: Eskimo Day